# لجنة الحوكمة العالمية
لجنة الحوكمة العالمية (بالإنجليزية: Commission on Global Governance) كانت منظمة يشترك في رئاستها رئيس الوزراء السويدي إينغفار كارلسون، والأمين العام السابق للكومنولث شريداث رامفال، والتي أنتجت تقريرًا مثيرًا للجدل هو جوارنا العالمي في عام 1995. هاجم التقرير الجماعات المؤيدة للسيادة وذلك لدعوته إلى إصلاحات في الأمم المتحدة من شأنها زيادة قوتها. كما تم انتقادها من قبل الفيدراليين العالميين الذين كرهوا مصطلحات «الحكم العالمي»، والتي بدت أكثر وضوحا من «الفيدرالية العالمية».
تأسست اللجنة عام 1992 بدعم كامل من الأمين العام للأمم المتحدة بطرس بطرس غالي.
وضعت اللجنة تعريفًا موحدًا للحوكمة العالمية تنص على أن «الحوكمة هي مجموع طرق عديدة يدير بها الأفراد والمؤسسات العامة والخاصة شؤونهم المشتركة. إنها عملية مستمرة يمكن من خلالها استيعاب المصالح المتضاربة أو المتنوعة واتخاذ إجراءات تعاونية. وهي تشمل المؤسسات والأنظمة الرسمية المخولة إنفاذ الامتثال، فضلاً عن الترتيبات غير الرسمية التي وافق عليها الأشخاص والمؤسسات أو أدركوا أنها في مصلحتهم».